# Blackfriars Railway Bridge
Die Blackfriars Railway Bridge (bis 1937 St Paul’s Railway Bridge) ist eine Eisenbahnbrücke über den Fluss Themse in London. Sie bildet die Hauptzufahrt zum Bahnhof Blackfriars im Stadtteil Blackfriars an der westlichen Grenze der City of London.

## Erste Brücke

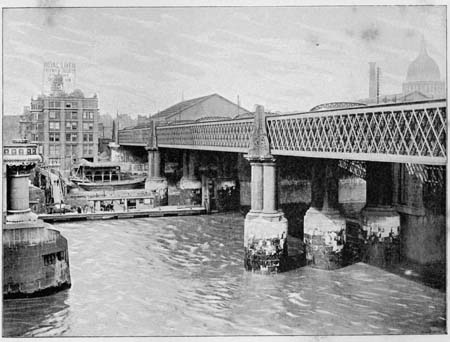
Brücke von 1864

1860 hatte die Bahngesellschaft London, Chatham and Dover Railway (LC&DR) die Erlaubnis erhalten, ihre Strecke von Beckenham aus bis nach Ludgate Hill in der City of London zu verlängern. Da der Architekt Joseph Cubitt zur selben Zeit unmittelbar neben dem zukünftigen Bauwerk die Straßenbrücke baute, wurde ihm auch die Planung der Eisenbahnbrücke übertragen. Er entwarf eine fünf-feldrige schmiedeeiserne Gitterbrücke die von gusseisernen Säulen getragen wurde. Die Brücke wies vier Gleise auf und wurde 1864 eröffnet. Sie hieß zunächst ähnlich dem angrenzenden Bahnhof St Paul’s Railway Bridge.

## Zweite Brücke

Blackfriars Bridge und Railway Bridge um 1910

Der steigende Eisenbahnverkehr überforderte das Bauwerk schon bald. Zur Entlastung wurde daher von 1884 bis 1886 von den Ingenieuren John Wolfe-Barry und Henri Marc Brunel nur wenige Meter weiter östlich der bereits bestehenden Brücke eine zweite gebaut. Die Brücken wurden 1937 mit der Umbenennung des Fernbahnhof in Blackfriars ebenfalls umbenannt und neu als Blackfriars Railway Bridge bezeichnet.

## Abbruch der ersten Brücke

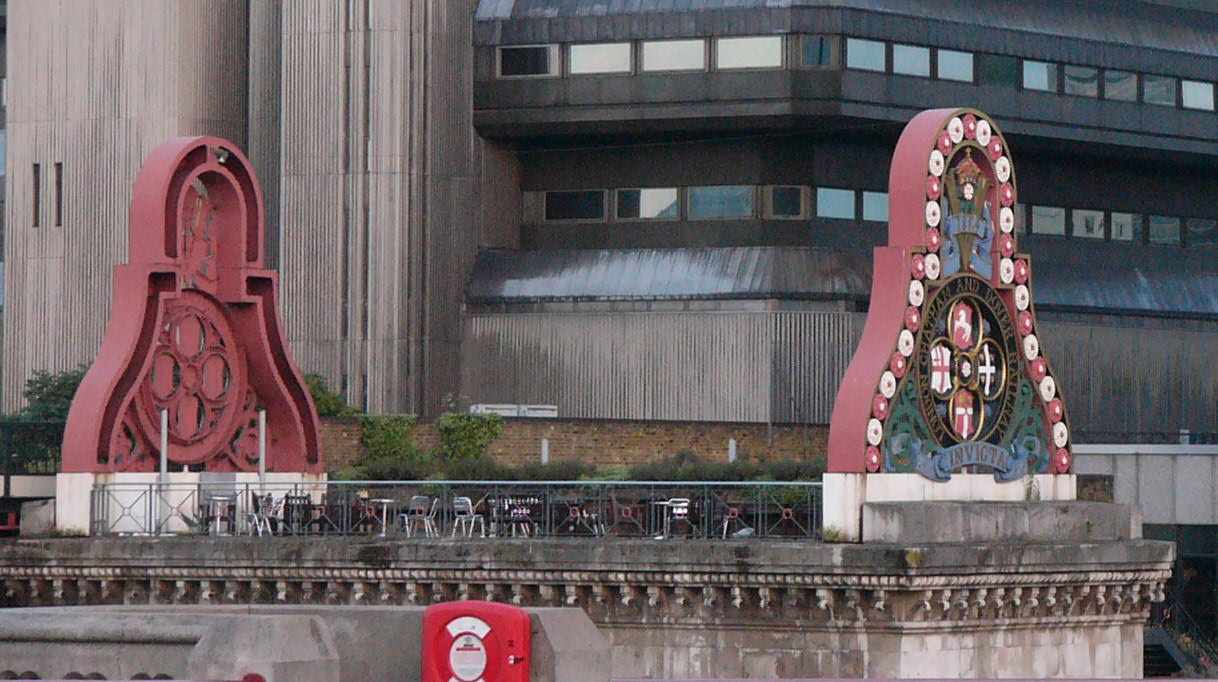
Vorder- und Rückseite des Hoheitszeichens am südlichen Widerlager der abgerissenen Brücke, dazwischen Stühle und Tische

Mitte des 20. Jahrhunderts reichte die Festigkeit des älteren Teils der Eisenbahnbrücke für die modernen Züge nicht mehr aus, so dass ab 1971 nur noch die Brücke von 1886 verwendet wurde. Die ältere Brücke wurde 1984 bis auf die gemauerten Pfeiler mit den gusseisernen Säulen abgerissen. Einzig am Südufer blieben die massiven Auflager mit dem restaurierten Emblem der historischen Eisenbahngesellschaft LC&DR bestehen.

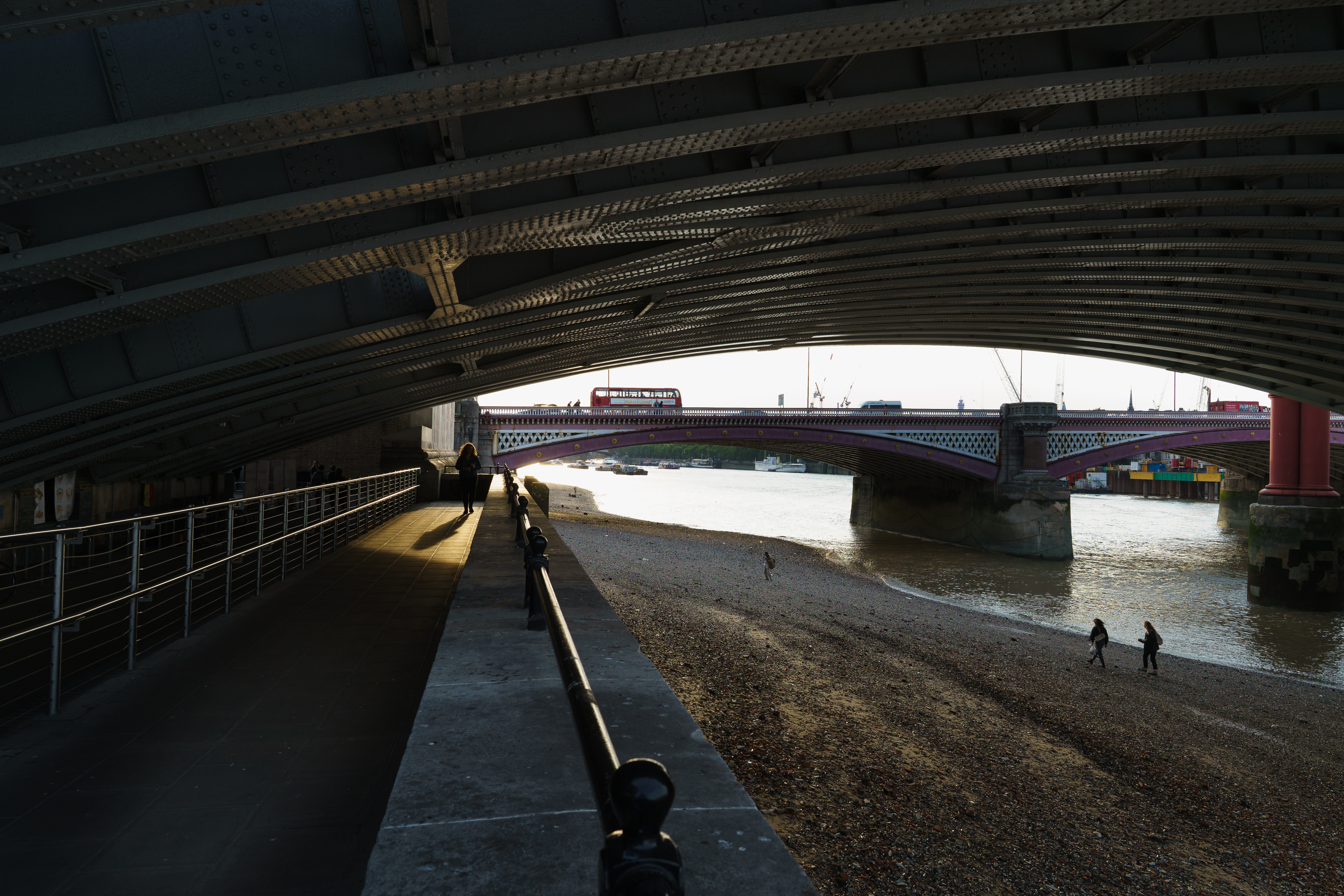
Thames Path unter der Blackfriars Railway Bridge

## Bahnhof Blackfriars

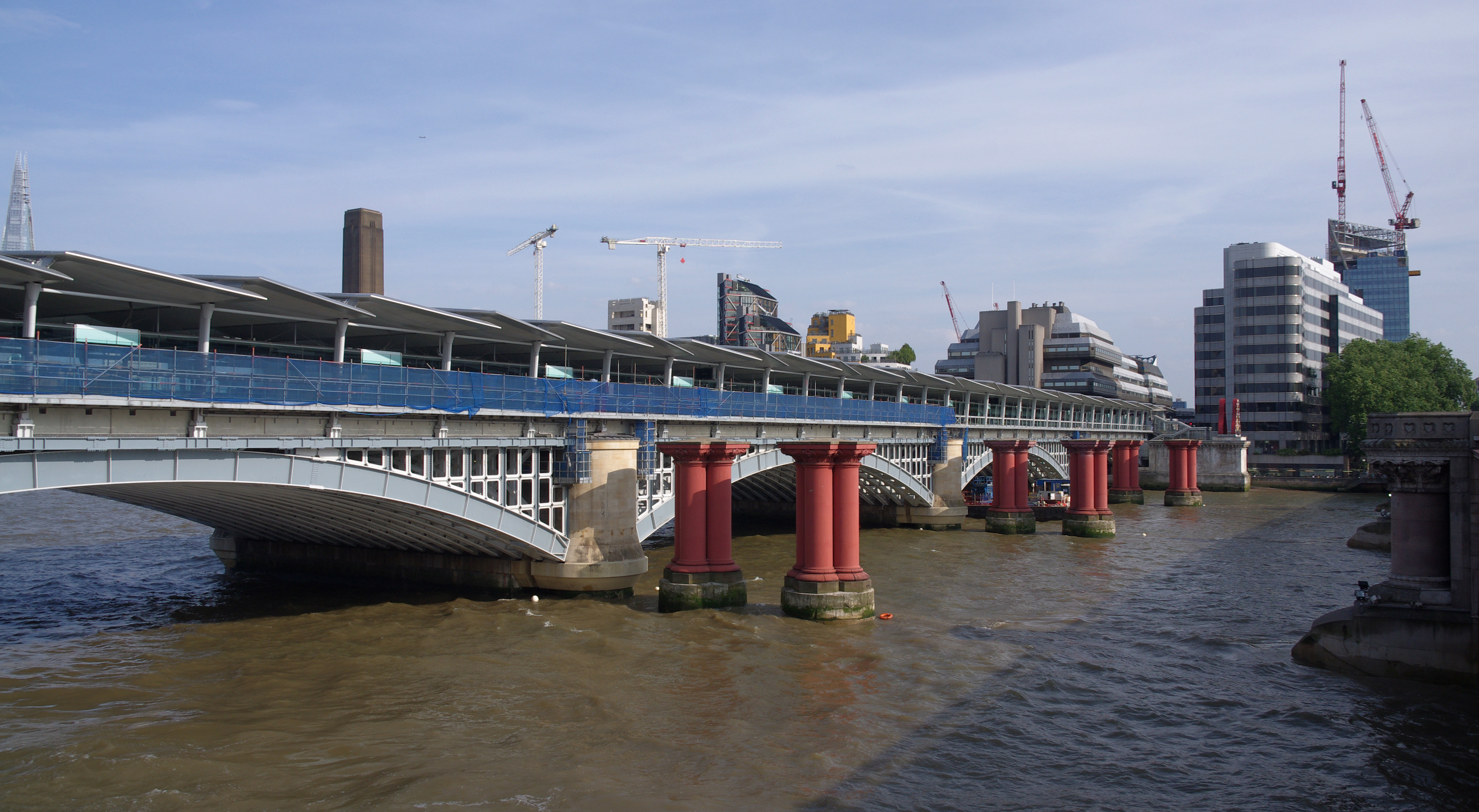
Nutzung der alten Brückenpfeiler für die Bahnsteige

Die Pfeiler der alten Brücke wurden im Rahmen des Thameslink-Programmes zum Teil wieder verwendet. Die östliche Zeile der alten Pfeiler trägt zusammen mit der neueren Brücke die verlängerten Bahnsteige des Bahnhofs Blackfriars.
Seit 2014 hat die Brücke ein „Dach“ aus 4.400 Solarmodulen (insgesamt 6000 m²). Damit sollen jährlich 900.000 kWh Strom erzeugt und für den Bahnbetrieb verwendet werden. Dies entspricht der Hälfte des Strombedarfs des nahe gelegenen Bahnhofs Blackfriars, 511 Tonnen CO2 würden eingespart.